# Segon llibre dels Reis
|  | Per a altres significats, vegeu «Llibre dels Reis». |

El Segon Llibre dels Reis és un llibre de l'Antic Testament classificat entre els Llibres dels Profetes de la tradició jueva i entre els llibres històrics del cristianisme. Segueix el Primer llibre dels Reis, amb el qual originàriament constituïa un sol llibre.
Des del regnat d'Ahazià, rei d'Israel, fins a la caiguda del regne de Judà, presenta amb més o menys detall cadascun dels reis d'Israel i Judà, dos regnes condemnats per la justícia divina després del seu rebuig als manaments divins.
L'objectiu fonamental, però, no és fer un relat històric fidel sinó explicar com el poble jueu viu la llei divina, encarnada simbòlicament en el Temple. Això justifica que el final del llibre, que narra justament la destrucció dels regnes, sigui tan breu malgrat la transcendència de l'assumpte: és només una conseqüència, conclusió de la tesi principal que s'ha de romandre fidel a la fe o sobrevenen càstigs.

## Resum

### Els regnes d'Israel i Judà

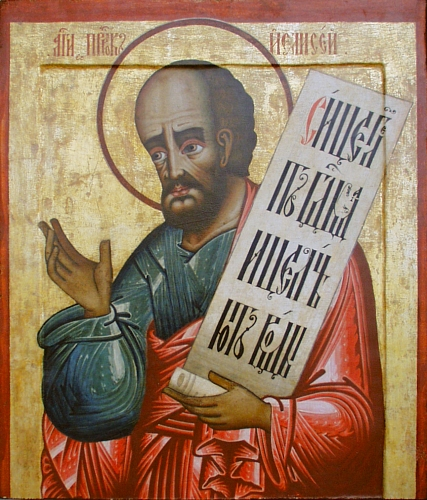
El profeta Eliseu (icona russa del)

En el Primer Llibre dels Reis s'esmenten la mort del rei David, la vida de Salomó i la partició del regne en dos estats: el regne d'Israel i el de Judà. Les vides dels reis dels dos regnes es presenten de manera sincrònica però s'interrompen per capítols dedicats als profetes que vénen a advertir als reis que la justícia divina recaurà sobre aquells que no segueixen dos manaments essencials, és a dir, el culte a YHWH, Déu exclusiu, i respecte pel Temple de Jerusalem com a únic lloc de culte autoritzat. El segon llibre continua aquesta història reial i la seva condemna constant dels reis d'Israel que són culpables d'apostasia i que no reconeixen la primacia del Temple de Jerusalem.

#### D'Ahazià a Jehú
Al final del primer llibre, s'esmenta l'ascens al tron d'Israel del rei Ahazià, fill d'Acab. El Llibre Segon comença, doncs, amb uns quants versets relatius al seu regnat, que va ser breu. Va morir d'una caiguda fatal el segon any del seu regnat. Durant això, es va enfrontar violentament amb el profeta Elies, que li va retreure que adorava Baal-Zebub. Quan Ahazià va morir, el seu germà Joram el va substituir al tron. No adora Baal sinó que es comporta com Jeroboam I i, per tant, incorre en la ira de Jahvè. Elies, per la seva banda, deixa la terra agafat sobre un carro de foc. El substitueix el profeta Eliseu que fa nombrosos miracles. El capítol 3 està dedicat a la guerra del rei Joram, aliat amb els reis de Judà i Edom, contra el rei Mesha. Tot i que és victoriós, Joram renuncia al seu govern sobre el regne de Moab després que Mesha sacrifiqués el seu fill gran. Els capítols 4 a 6.23 parlen d'altres miracles realitzats per Eliseu (resurrecció d'un mort, curació miraculosa, etc.). A partir de 2Re 6:24, la història se centra en la lluita de Joram contra Ben Haddad, rei d'Aram-Damasc. El regne experimenta fam abans que un miracle diví expulsi els exèrcits d'Aram. Al capítol 8 una altra fam afecta Israel durant set anys i Eliseu anuncia a Hazael que esdevindrà rei d'Aram i lluitarà contra els hebreus. Després d'aquesta història, la resta del capítol se centra en el rei de Judà Joram que abandona els manaments divins i segueix les males maneres dels reis d'Israel, influenciat per la seva dona, d'origen israelià. Durant el seu regnat Edom va aconseguir recuperar la seva independència.
El seu fill, Ahazià el va succeir, però només va regnar durant un any abans de ser assassinat per Jehú. Un cop ungit com a rei d'Israel per un profeta deixeble d'Eliseu, marxa per matar el rei d'Israel, Joram. Després de matar-lo, ataca Ahazià que havia vingut a visitar el seu parent Joram. També mata Jezabel, mare de Joram, el cadàver de la qual és devorat pels gossos com exigeix la maledicció d'Elies. Jehú segueix els camins de Jahvè en destruir la casa d'Acab, inclosos els germans d'Acozies, rei de Judà, i els sacerdots de Baal però segueix sent condemnat perquè segueix les veus de Jeroboam I en no reconèixer Jerusalem com la només temple. També va ser en l'època d'aquest regnat quan, segons l'autor, va començar el càstig de Jahvè contra Israel. Això està marcat per les victòries d'Hazaël que s'apodera de diverses regions abans dominades per Israel.

#### Des d'Atàlia fins al final del regne de Samaria
Després d'explicar la mort de Jehú, el llibre torna al regne de Judà. Al capítol 11 Atalia, mare d'Ahazià, fa assassinar tots els descendents reials per poder governar. Malgrat tots els seus esforços, un nen, Joash, se li escapa gràcies a la protecció de Yehoyada, sacerdot de Jahvè. Quan tenia set anys, Joàs va ser posat al tron i Atalia va ser assassinada. Els capítols 11 al 12 relaten el regnat just de Joaix que lluita contra els adoradors de Baal. Després de regnar durant 40 anys, va ser assassinat pels oficials. Anteriorment, havia lluitat contra Hazael, rei d'Aram, que vencedor havia exigit un rescat en or pagat amb el lliurament dels tresors consagrats del temple de Jahvè. El capítol 13 torna al regne d'Israel i al rei Joacaz, fill de Jehú. Durant aquest regnat Hazaël i el seu fill Ben Hadad III van aconseguir nombroses victòries contra Israel.  Joahaz va regnar durant 17 anys i el va succeir el seu fill Joaix. Va aconseguir guanyar diverses victòries contra Ben-Hadad III. Va ser durant aquest regnat quan Eliseu va morir. El capítol 14 parla dels regnats d'Amasies, rei de Judà, i de Jeroboam II, rei d'Israel . El regnat d'Amasies està marcat per la guerra que declara contra el regne d'Israel i que perd, vençut per Joaix. Va ser mort després de 29 anys de regnat. El seu fill Ozies el va succeir i va romandre al tron durant 52 anys, el període més llarg per a un regnat a Judà. El regnat de Jeroboam, que va durar 41 anys, es presenta de manera succinta tot i que va estar marcat per nombroses victòries militars que van permetre a Israel recuperar territoris perduts en guerres anteriors.
El capítol 15 parla de diversos reis que van regnar a Israel i Judà. Israel està vivint un període d'inestabilitat política quan els reis són assassinats i substituïts pels seus assassins. Zacarià va pujar al tron a la mort del seu pare Jeroboam, però va ser assassinat sis mesos després per Xal·lum, que va regnar durant un mes abans de ser assassinat per Menahem. Menahem va mantenir la corona fins a la seva mort després de 10 anys de regnat i el seu fill Pecahià va aconseguir conservar-la durant dos anys abans de ser assassinat pel seu escuder Pècah que va regnar durant 20 anys. Durant aquest període, el rei d'Assíria Teglatfalassar III es va apoderar de diverses regions d'Israel i va deportar diverses tribus. Peqah és assassinat per Osees. El final del capítol 15 torna al regne de Judà i al rei Yotam que ha de lluitar contra Racôn, rei d'Aman i Peqah. El capítol 16 està dedicat al regnat d'Acaz, rei de Judà, fill de Jotam. Mentre aquest últim havia honrat Jahvè, Acaz va abandonar el déu dels seus pares i va adorar els ídols i fins i tot va ser acusat d'haver immolat el seu fill pel foc.
Judah encara està amenaçat per Racon i Peqah, així que Ahaz demana ajuda a Teglath-Phalasar que derrota i mata a Racon. Acaz paga aquest servei gràcies a l'or i la plata del temple i del palau reial després profana el temple de Yavhe per construir un altar semblant al de Damasc on es troba amb Teglath-Phalasar. Quan va morir, el seu fill Ezequies va pujar al tron. El capítol 17 informa de l'aniquilació del regne d'Israel per part dels assiris sota el regnat d'Osees que, per fugir de la dominació assíria, van demanar ajuda a Egipte. El rei d'Assíria Salmanassar V s'assabenta d'això i s'apodera d'Osees, a qui empresona. El regne d'Israel desapareix, els hebreus són deportats a l'imperi i les poblacions arriben a ocupar aquests territoris. Aquestes persones idòlatres llavors també adoraven Jahvè i serien a l'origen dels samaritans. Tot explicant aquests fets, el llibre torna a les malifetes dels habitants del regne de Samaria, la seva obstinació en el mal fins i tot després de la seva deportació al regne assiri i la impossibilitat del perdó diví.

### El Regne de Judà
Després de la caiguda d'Israel, la història està dedicada exclusivament al regne de Judà. Els capítols 18-20 expliquen la vida justa d'Ezequies, rei de Judà, i del profeta Isaïes. A diferència del seu pare, Ezequies només reconeix Jahvè i destrueix tots els ídols que van profanar la terra. També va dur a terme una política exterior destinada a fugir de la dominació assíria. Amenaçat pels exèrcits enemics del rei assiri Senaquerib, Judà es salva per la intervenció divina. Així, el respecte a Jahvè es recompensa amb la victòria contra l'enemic i l'abandonament de les regles inspirades per Déu resulta en càstig.
Això explica, segons l'autor del llibre, que l'impietat del rei Manassès, fill d'Ezéquies, sigui la causa de la ira divina que amenaça Judà. De fet, Manassès es presenta al capítol 21 com el més abominable dels reis. Honra els ídols, profana el temple col·locant-hi estàtues i decideix el martiri d'Isaïes. El seu fill Amon va fer el mateix fins al seu assassinat per servents després de dos anys de regnat. Si Manassès i Amon abandonen YHWH i veneren ídols, després d'ells, Josies, fill d'Amon, mostra al contrari que és un rei just i restableix la llei divina entre els jueus després del descobriment del llibre. de la llei al temple de Jerusalem.
De 23.31 a 25.30 la història de Judà continua i s'esmenten els regnats de Joiaquim, Jeconies i Sedecies,tots culpables d'apostasia. Aquesta persistència en el mal comporta un càstig diví que es materialitza en la conquesta de Jerusalem (datada al 586 aC), i l'exili a Babilònia que segueix Els darrers versets expliquen la història del rei Jeconies que va passar de ser presoner a fer-se amic del rei babilònic.

## Personatges

### Reis hebreus

#### Reis de Samaria
- Ahazià: fill d'Acab i Jezabel. Va regnar dos anys després de la mort del seu pare Acab. Segons alguns exegetes, va ser durant el seu regnat que el rei de Moab, Mesha,es va revoltar.[23]
- Jehoram: germà d'Ahazià, el succeeix quan aquest mor després de caure d'un balcó. Joram s'alia amb el regne de Judà per lluitar contra Mesha. Els reis hebreus són victoriosos però, segons el text bíblic, el sacrifici de Mesha del seu fill gran fa que els hebreus trenquin el campament. Joram va fer més guerres contra els arameus i després de nou contra Moab. En qüestions religioses, Joram, com el seu germà Ahazià i el seu pare Acab, abandona Jahvè i es dirigeix al Baal adorat per la seva mare Ataliah. Un profeta deixeble d'Eliseu corona llavors Jehú que mata Joram i el rei de Judà Ahazià.[24] Aquesta història, però, es contradiu amb el text de l'estela de Tel Dan que, segons una reconstrucció, mostraria que el rei Hazaël reclamava la mort dels dos reis hebreus.[25]
- Jehú: En el text bíblic, es presenta com un rei que adora Jahvè i lluita contra els seguidors de Baal. Per satisfer el Senyor, va massacrar la família d'Acab, inclosa la família d'Ocozies, rei de Judà, i els adoradors de Baal. Apareix com un bon rei que gaudeix de la protecció divina que promet la corona als seus descendents encara que no reconeix la singularitat del temple de Jerusalem. D'altra banda, el seu regnat va estar marcat per derrotes militars que van privar el regne de Transjordània.[26]
- Joahaz : Quan el seu pare va morir, Joacaz es va convertir en rei d'Israel. El seu regnat va estar marcat per derrotes militars contra el rei d'Aram, Hazaël[27]
- Jehoaix : fill de Joacaz. Va guanyar diverses victòries contra Hadadezer.[25] Encara que se sotmet a Eliseu, no pot impedir la venjança divina que s'exercirà sobre Israel[28]
- Jeroboam II : fill de Joaix, va succeir a aquest darrer i va regnar durant 41 anys. Tanmateix, aquest llarg regnat s'esmenta en uns quants versos que descriuen poc la situació d'Israel en aquella època. Tanmateix, d'una lectura atenta del text bíblic contrastat per altres fonts arqueològiques o epigràfiques es desprèn que Israel vivia un període de prosperitat. Fins i tot si Jeroboam és criticat per haver imitat Jeroboam I en el domini religiós, se li atribueix haver reconquerit el territori d'Israel que abans havia perdut davant Hazaël i el seu fill Ben Hadad II.[29]
- Zacarià : fill de Jeroboam, va ser assassinat després de sis mesos de regnat per Xal·lum, que va posar fi a la dinastia resultant de Jehú.[28]
- Xal·lum  : va regnar unes setmanes abans de ser assassinat per Menahem[28]
- Menahem : després de matar Shallum, regna durant deu anys. El seu regnat va estar marcat per les batalles contra el rei assiri Teglatfalassar III que finalment va aconseguir sotmetre el rei de Samaria i imposar-li tributs[30]
- Pecahià : fill de Menahem, assassinat per Pècah
- Pècah : assassinat per Oixea

#### Reis de Juda

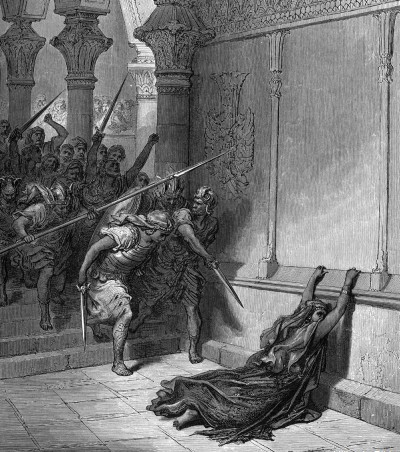
La mort de la reina Atalia

- Joram
- Ahazià
- Atalia
- Joaix
- Amasies
- Azarià
- Jotam
- Acaz
- Ezequies
- Manassès
- Josies
- Joahaz
- Joiaquim
- Jeconies
- Sedecies

### Profetes
Diversos profetes intervenen davant els reis per fer-los seguir els manaments divins :
- Elies Capítols 1 i 2. No mor sinó que és endut en un carro de foc tirat per quatre cavalls .[31]
- Eliseu 2-9 i 13, 14-21. Succeeix a Elies i s'enfronta amb el rei de Samaria. La seva història barreja advertències al rei i miracles
- Huldà 22.14-20
- Isaïes
- Amós

### Reis d'altres nacions
- Hazael : rei d'Aram-Damasc
- Ben Hadad III : fill d'Hazael
- Teglatfalassar III : rei d'Assíria
- Salmanassar V : rei d'Assíria
- Sennàquerib : rei d'Assíria
- Râçon : rei d'Aram-Damasc
- Nabucodonosor II : rei de l' Imperi Neobabilònic
- Taharqa : rei de Napata i faraó egipcio-nubi de la 25a dinastia egípcia (2R, XIX, 9)

## Interpretacions
Els darrers capítols del llibre dels reis completen el text de la història deuteronomista si seguim la teoria establerta per Martin Noth. Segons aquest últim, l'autor hauria acabat la seva història amb la rehabilitació de Joaquin perquè era l'últim fet del qual hauria tingut coneixement. Això, de fet, permetria datar el final de la redacció d'aquesta història deuteronomista el -561. Tanmateix, les particularitats dels darrers versos, 2Re 25:27-30, van portar autors com Gerhard von Rad o Erich Zenger a llegir-hi una esperança messiànica. A més, el destí de Joachin, tal com es descriu, evoca el de Josep , el fill de Jacob. Tots dos són presoners en una terra estrangera i després s'eleven en dignitat amb el rei del país (s'utilitzen les mateixes paraules: el rei aixeca el cap al capítol 40 del Gènesi per a Josep, a 2Re 25:27 per a Joaquin). Tanmateix, si simbòlicament, els ossos de Josep són trets d'Egipte per Moisès per mostrar la impossibilitat dels hebreus de romandre en aquest país, Joaquin roman a Babilònia el que significa la integració del poble jueu a l'imperi babilònic.

## Références bibliographiques
- [[#CITEREF|]]

1. ↑  p. 384
2. ↑  p. 386

- [[#CITEREF|]]

1. ↑  p. 288
2. ↑  p. 292-293